# Acacia kuhlmannii
Acacia kuhlmannii är en ärtväxtart som beskrevs av Adolpho Ducke. Acacia kuhlmannii ingår i släktet akacior, och familjen ärtväxter. Inga underarter finns listade i Catalogue of Life.